# سداسي فلوروفوسفات الليثيوم
 سداسي فلوروفوسفات الليثيوم مركب كيميائي له الصيغة LiPF6، ويكون على شكل مسحوق بلوري أبيض.

## التحضير
يحضر سداسي فلوروفوسفات الليثيوم من تفاعل خماسي كلوريد الفوسفور PCl5  مع فلوريد الليثيوم LiF ثم بتبريد المزيج، يلي ذلك إضافة ستكيومترية من حمض الهيدروفلوريك HF لإتمام عملية التبادل بين الكلور والفلور.

## الخواص
- يتفاعل سداسي فلوروفوسفات الليثيوم مع الماء عند التماس معه في تفاعل حلمهة، لكنه ينحل في بعض المحلات العضوية مثل كربونات البروبيلين وثنائي ميثوكسي الإيثان.
- أظهرت الدراسات أن المحتوى الحراري لتفكك سداسي فلوروفوسفات الليثيوم يبلغ   ΔHd = 84.271 كيلوجول/مول عند الدرجة 25° س.[4]

## الاستخدامات
- يستخدم ككهرل في بطاريات الليثيوم.
- يستخدم كحفاز في تشكيل رباعي هيدروبيرانات الكحولات الثالثية tertiary alcohols في شروط معتدلة.[5]